# Gustav av Wasa
Gustav av Wasa (tyska: Gustav, Prinz von Wasa), född som svensk kronprins 9 november 1799, död 5 augusti 1877 i Pillnitz, var son till svenske kungen Gustav IV Adolf och drottning Fredrika. Han var kronprins 1799–1809, därefter tronpretendent i landsförvisning samt österrikisk adelsman och fältmarskalklöjtnant i österrikiska armén.
Under studieåren från 1816 brukade Gustav använda titeln "greve av Itterburg" och i Österrike från 1829 var titeln "prins av Wasa" och han titulerades kunglig höghet.

## Kronprinstiden
Gustav av Wasa var Gustav IV Adolfs enda son, liksom sonson till Gustav III.
Gustav var ett klent barn och "hans utveckling var mycket senfärdig", enligt Adlerbeth: "Ännu vid två års ålder kunde han mycket litet tala." Som helt späd fick han engelska sjukan och blev sned i kroppen. Esaias Tegnér, som under sommaren 1803 bodde vid Ulriksdal, omtalar i brev att han "nästan dageligen har den oskattbara lyckan att se de här varande äller nådigaste kongl. barnen, varibland främst Sveriges hopp. Skada blott att det skall halta så förbannat!".
Gustav var nio år då fadern, Gustav IV Adolf, störtades den 13 mars 1809 i en militärledd statskupp. Till en början fick han dela föräldrarnas fångenskap på Gripsholms slott men fördes i december 1809 ut ur landet av överste Posse. Utvisningen var dock inte det värsta som kunde hända prinsen. Enligt bevarade brev skrivna av Hans Gabriel Trolle-Wachtmeister fanns det planer på att mörda prins Gustav för att på så sätt undanröja ett hot mot den nya kungamakten. 
När tronföljaren Karl August plötsligt avled 1810, väcktes hos den avsatte Gustav IV Adolf hoppet om att hans äldste son skulle bli aktuell. Många hade planer för honom. Danskarna hade drömt om en förmälning mellan honom och en dansk prinsessa, som tillsammans skulle regera över ett framtida enat Norden. Det "gustavianska partiet" under Jakob De la Gardies ledning försökte åren 1809 och 1810 förgäves lansera honom som tronföljare efter Karl XIII (1748–1818). Hans mor hade år 1816 köpt slottsruinen Itterburg, och från år 1816 kallade sig Gustav som inkognito "greve av Itterburg".
Sonen Gustav fick heta prinsen av Sverige när han först omnämndes, politiker emellan, ute i Europa. Och han skulle bli omnämnd ofta. Napoleon ansåg att svenskarna hade burit sig illa åt mot sin kung, och han skulle gärna se sonen på Sveriges tron. Vid Wienkongressen 1815 fördes Gustavs talan av sir Sidney Smith, tidigare i tjänst hos Gustav III. Också den ryske tsaren Alexander I var välvilligt inställd. Karl XIII:s adopterade kronprins Karl Johan (född Jean Bernadotte) protesterade. Då andra och viktigare beslut måste göras under kongressen, dog saken ut. Men Karl Johan satt på Stockholms slott och skrev ihop en ny lag, som stipulerade dödsstraff för den som inom Sveriges gränser nämnde prins Gustav.[källa behövs]
På en återväg ifrån en bildningsresa till Italien ansökte Gustav hos kejsaren i Wien om inträde i den österrikiska hären och antogs. Han var då 24 år och hade en gedigen utbildning bakom sig. En dag fick han en inbjudan från Nederländernas kung Vilhelm I att komma på besök för att möta hans unga dotter. De förlovade sig, men kungörelsen råkade omnämna fästmannen som prins av Sverige. Följden blev att Karl Johan i Stockholm förklarade att han var beredd att med vapen i hand kräva upprättelse för skymfen av den svenska äran. Har Sverige inte större bekymmer?, frågade den österrikiske utrikesministern. Europas stormakter delade upp sig i läger för och emot, mutor utbetaldes, Gustav fråntogs rätten att kalla sig svensk prins, men då gjorde Österrikes kejsare honom till "prins av Wasa".
Under det Grekiska frihetskriget (1821–1829) cirkulerade rykten om att Gustav skulle lyftas fram som kandidat till den grekiska tronen, något som aldrig skedde.
På sin trettioförsta födelsedag 1830 gifte sig prins Gustav med sin nittonåriga kusin Lovisa av Baden. Napoleons son, som efter faderns slutgiltiga nederlag förts till sin morfars hov i Wien och här kallades hertigen av Reichstadt, var närvarande vid bröllopslunchen. Gustav fick ett eget regemente (Kaiserliche königliche infanterieregimente Prinz von Wasa Nr. 60), och hertigen av Reichstadt blev en av hans befäl. Äktenskapet blev olyckligt. Han beskyllde henne för otrohet. Ekonomiska bekymmer verkade också fördystrande på samlivet mellan makarna, och äktenskapet slutade med skilsmässa 1843.
Hädanefter blev prins Gustav rastlös resenär, precis som hans far hade varit. Som frånskild äkta man besökte han nästan alla Europas länder, mestadels som gäst hos någon furstlig anhörig eller förnäm bekant. Ändå hade han fler intressen än de flesta: allt från jakt och ridning till arkitektur, teater, litteratur och botanik.

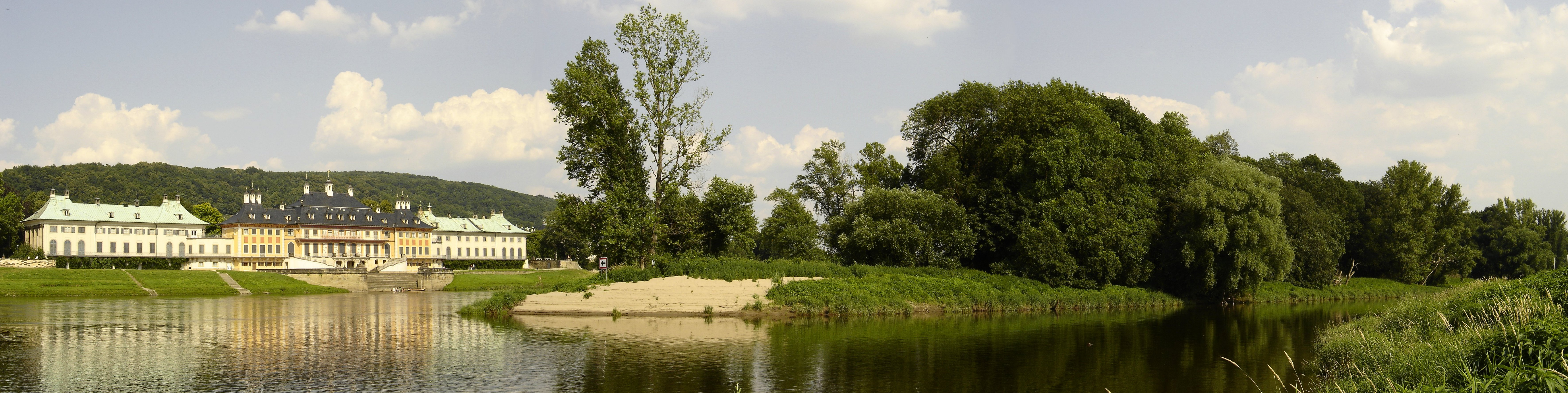
Wasserpalais i Pillnitz, Gustavs sista hem.

Den enda gång han besökte Sverige efter 1809 var under en dansk resa 1862, då han som okänd turist vistades en dag i Helsingborg och Ramlösa. 
Han dog sommaren 1877, efter tre månaders sjukdom, hos dottern Carola av Sachsen på slottet Pillnitz i Sachsen, och begravdes i det Holstein-Gottorpska koret i Eutin. Därefter hämtades emellertid stoftet 1884 och nedsattes med faderns och sonens kistor under Riddarholmskyrkans gustavianska kor.

## Samtida vittnesskildring
Hedvig Elisabet Charlotta av Holstein-Gottorp beskriver honom under tiden för faderns avsättning som lydig, plikttrogen och utan någon högfärd, lättlärd utan att vara särskilt begåvad, men mycket tystlåten och alltför medveten om vad han sade för sin ålder. Då systern Sophie frågade honom vad som hänt fadern, svarade han henne att det var bäst att inte tala om vad man tänkte. Han hade inte ställt några frågor under fångenskapen och verkade inte sakna fadern; han ska ha uppfört sig generat och förläget gentemot modern sedan han fått veta att fadern tvingats avsäga sig kronan, men då hon talade om för honom att han också fråntagits arvsrätten, ska han ha omfamnat henne utan ett ord, brustit i gråt och verkat mycket lättad 

## Gustavs liv i årtal

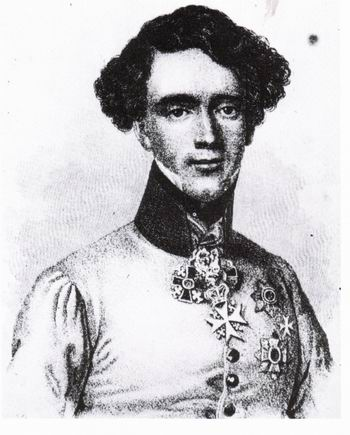
Gustav av Wasa; porträtt från 1820-talet.

- 1826 Överstelöjtnant i österrikisk tjänst
- 1827 Överste för infanteriregemente
- 1828 Trolovad med prinsessan Marianne av Nederländerna, men förbindelsen bröts till följd av svenska påtryckningar (Karl XIV Johan) i Haag.
- "Prins av Wasa", var en titel Gustav förlänats av kejsar Frans II av Österrike sedan Karl XIV Johan 1829 protesterat mot att förre svenske tronföljaren Gustav kallat sig "prins av Sverige"
- Trolovad 8 november 1830 och 9 december 1830 gift med kusinen Luise av Baden.
- 1830 Generalmajor
- 1836 Fältmarskalklöjtnant i Wien
- 1843 skild från sin hustru Luise av Baden, som bosatte sig i Karlsruhe.
- När Oscar I 1844 uppsteg på Sveriges tron utfärdade prinsen av Wasa en förklaring om att han för tillfället inte hävdade "de oss tillkommande rättigheterna till svenska tronen"[12].
- Samma protest blev återupprepad då Karl XV uppsteg på tronen 1859.
- Upphöjd till general av infanteriet.
- Vid Oscar II:s trontillträde 1872 lämnade inte Gustav någon protest.

## Barn
1. Ludvig av Wasa, kallad Louis (3 februari 1832-17 februari 1832), räknad som den sista manliga arvtagaren av sin ätt. Hans död försvårade gustavianernas planer på att försöka få den Holstein-Gottorpska grenen av gamla kungaätten Oldenburg återinförd på den svenska tronen.
2. Karolina (1833-1907), kallad Carola.[13]

## Galleri

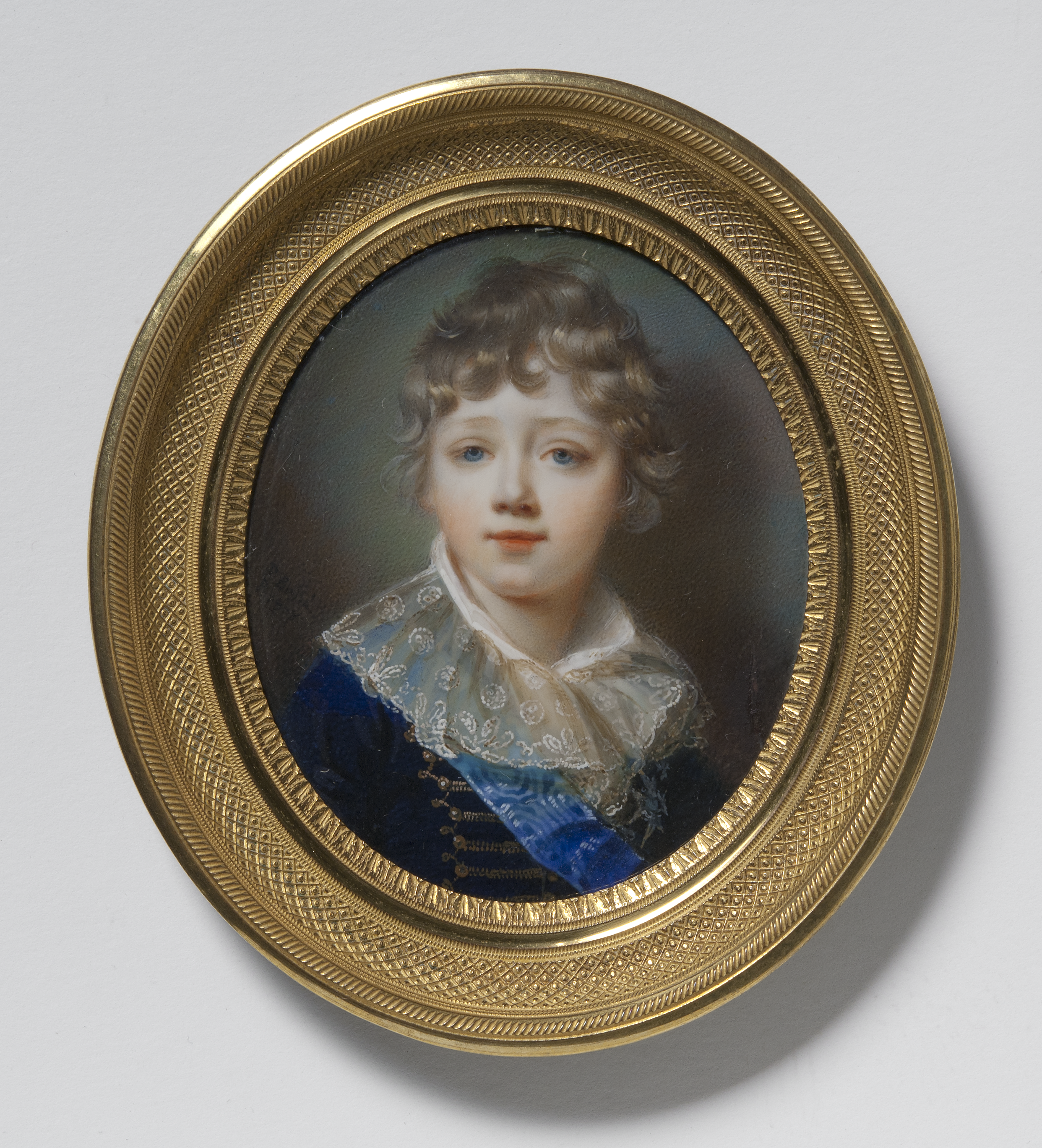
Kronprins Gustav som barn cirka 1802
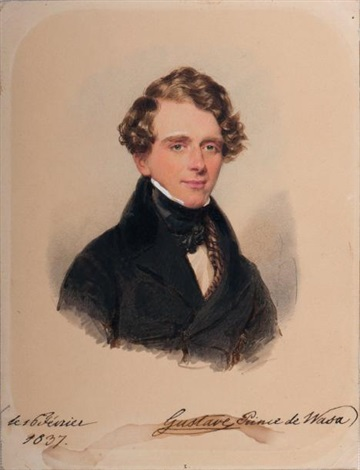
Gustav, Prins av Wasa som ungman 1820-talet
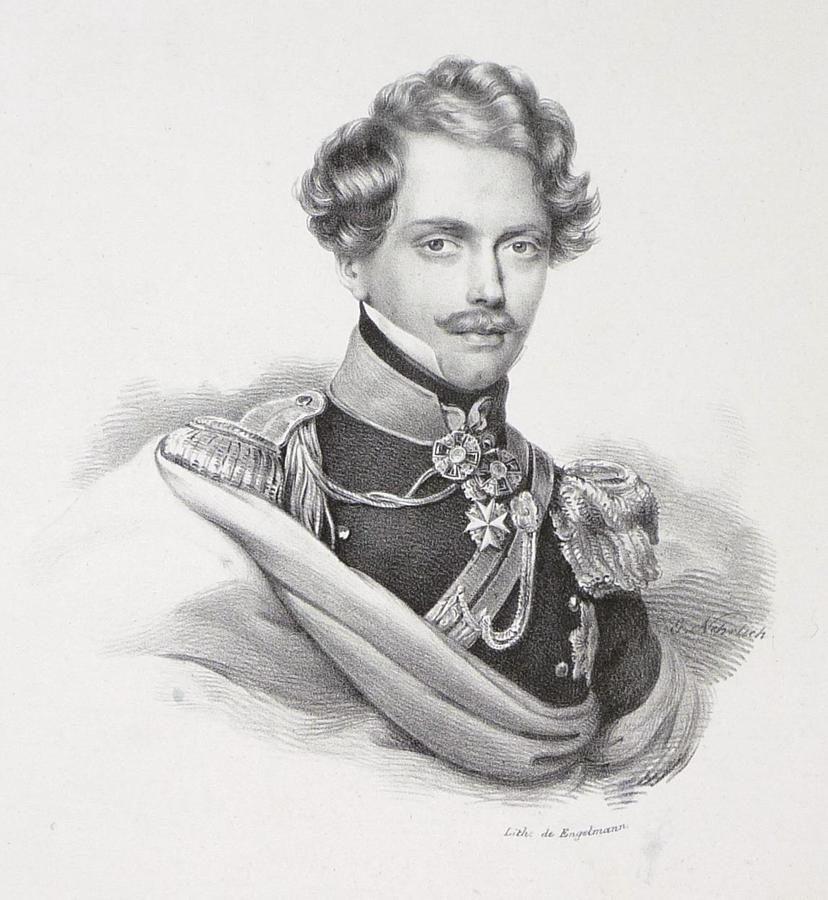
Gustav, Prins av Wasa sent 1830-tal
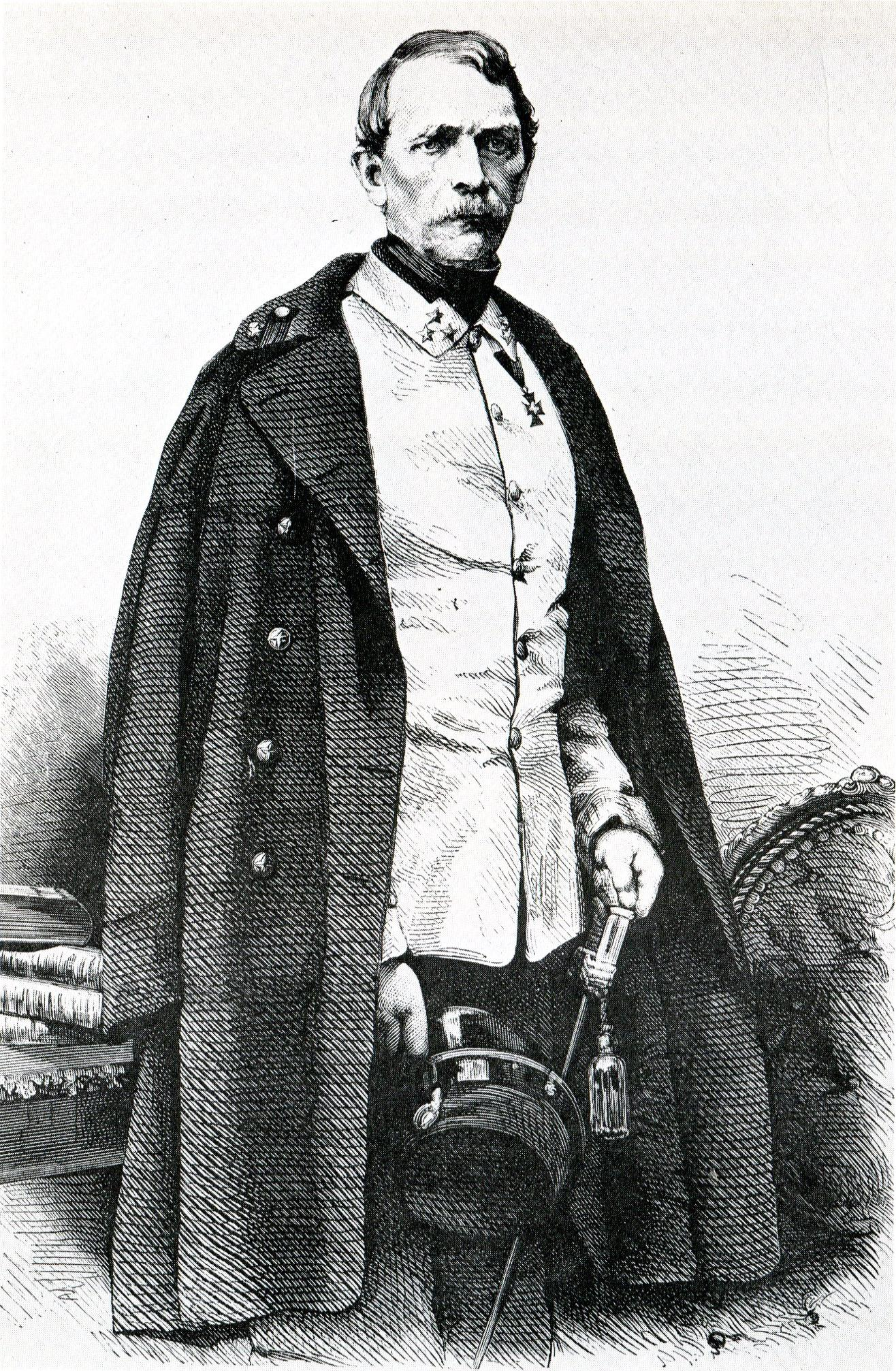
Gustav Prins av Wasa på äldre dagar cirka 1860.
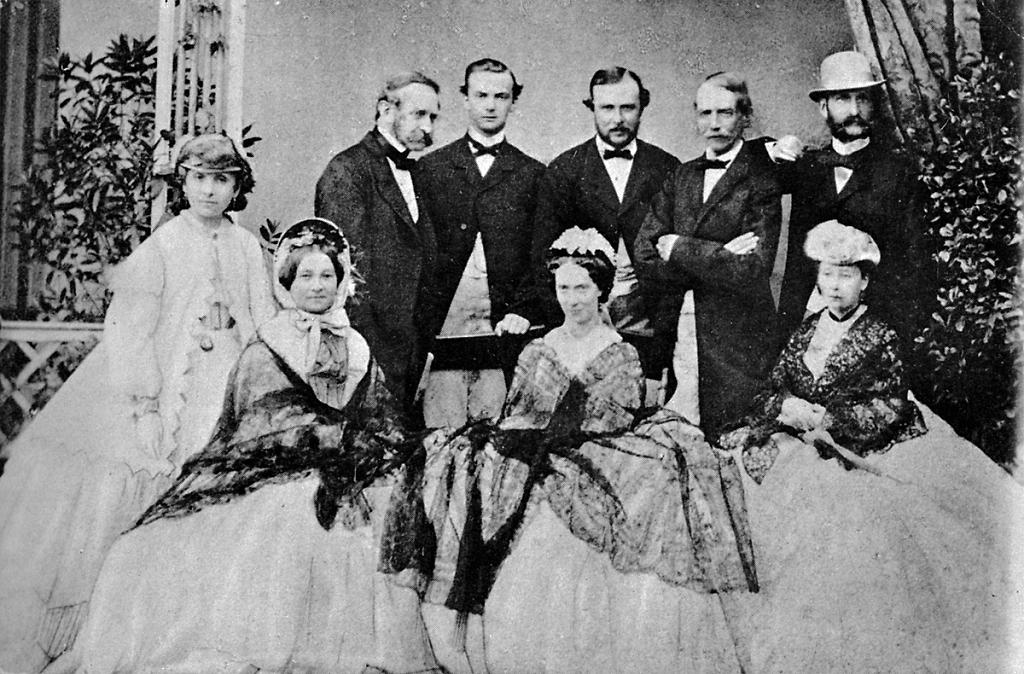
Prins Gustav näst längst till höger på Hessiska furstehuset.

## Utmärkelser
- Riddare och Kommendör av Serafimerorden från födseln 1799,
- Kommendör med Stora Korset av Svärdsorden från födseln 1799,
- Kommendör med Stora Korset av Nordstjärneorden från födseln 1799,

### Andra utmärkelser
| - Storkors av Storhertigliga Badiska husorden Fidelitas, 1811 - Storkors av Storhertigliga Badiska Bertholds I av Zähringen orden, 1815 - Storkors av Kungliga Bayerska S:t Hubertsorden, 1825 - Storkors av Kungliga Belgiska Leopoldorden, - Bailiff och Riddare med Storakorset av Ära, - Riddare av Ryska Sankt Andereas orden, - Riddare av Ryska Sankt Alexander Nevskijorden, - Riddare av Ryska Sankt Annas orden av 1:e Klass, - Storkors av Hessiska Kungliga Ludviger orden, 1836 - Storkors av Hessiska Filippos den storsinte orden, 1850 - Storkors av Hannoverska Kungliga Guelphic Orden, 1838 - Riddare av Saschiska Rue Kronans orden, 1847 - Riddare av Preussiska Svarta Örns orden med Kedja, 1847 - Riddare av Preussiska Röda Örns orden av 1:e Klass, 1830 - Storkommendör av Kungliga och Furstliga Hohenzollerska husorden, - Storkors av Braunschweigska Henrik Lejonets orden, - Storkors av Grekiska Frälsarens orden, - Storkors av Nederländska Lejonorden, - Storkors av Ungerska Sankt Stefansorden, 1875 |

## Anfäder
|                           |  |  |  |  |  |  |  |                   |  |  |  |  |  |  |  |                            |  |  |  |  |  |  |  | Adolf Fredrik                             |
|                           |  |  |  |  |  |  |  |                   |  |  |  |  |  |  |  |                            |  |  |  |  |  |  |  |                                           |
|                           |  |  |  |  |  |  |  |                   |  |  |  |  |  |  |  | Gustav III                 |  |  |  |  |  |  |  |                                           |
|                           |  |  |  |  |  |  |  |                   |  |  |  |  |  |  |  |                            |  |  |  |  |  |  |  |                                           |
|                           |  |  |  |  |  |  |  |                   |  |  |  |  |  |  |  |                            |  |  |  |  |  |  |  | Lovisa Ulrika av Preussen                 |
|                           |  |  |  |  |  |  |  |                   |  |  |  |  |  |  |  |                            |  |  |  |  |  |  |  |                                           |
|                           |  |  |  |  |  |  |  | Gustav IV Adolf   |  |  |  |  |  |  |  |                            |  |  |  |  |  |  |  |                                           |
|                           |  |  |  |  |  |  |  |                   |  |  |  |  |  |  |  |                            |  |  |  |  |  |  |  |                                           |
|                           |  |  |  |  |  |  |  |                   |  |  |  |  |  |  |  |                            |  |  |  |  |  |  |  | Fredrik V av Danmark                      |
|                           |  |  |  |  |  |  |  |                   |  |  |  |  |  |  |  |                            |  |  |  |  |  |  |  |                                           |
|                           |  |  |  |  |  |  |  |                   |  |  |  |  |  |  |  | Sofia Magdalena av Danmark |  |  |  |  |  |  |  |                                           |
|                           |  |  |  |  |  |  |  |                   |  |  |  |  |  |  |  |                            |  |  |  |  |  |  |  |                                           |
|                           |  |  |  |  |  |  |  |                   |  |  |  |  |  |  |  |                            |  |  |  |  |  |  |  | Louise av Storbritannien                  |
|                           |  |  |  |  |  |  |  |                   |  |  |  |  |  |  |  |                            |  |  |  |  |  |  |  |                                           |
| Gustav Gustavsson av Wasa |  |  |  |  |  |  |  |                   |  |  |  |  |  |  |  |                            |  |  |  |  |  |  |  |                                           |
|                           |  |  |  |  |  |  |  |                   |  |  |  |  |  |  |  |                            |  |  |  |  |  |  |  | Karl Fredrik av Baden                     |
|                           |  |  |  |  |  |  |  |                   |  |  |  |  |  |  |  |                            |  |  |  |  |  |  |  |                                           |
|                           |  |  |  |  |  |  |  |                   |  |  |  |  |  |  |  | Karl Ludvig av Baden       |  |  |  |  |  |  |  |                                           |
|                           |  |  |  |  |  |  |  |                   |  |  |  |  |  |  |  |                            |  |  |  |  |  |  |  |                                           |
|                           |  |  |  |  |  |  |  |                   |  |  |  |  |  |  |  |                            |  |  |  |  |  |  |  | Luise Caroline av Hessen-Darmstadt        |
|                           |  |  |  |  |  |  |  |                   |  |  |  |  |  |  |  |                            |  |  |  |  |  |  |  |                                           |
|                           |  |  |  |  |  |  |  | Fredrika av Baden |  |  |  |  |  |  |  |                            |  |  |  |  |  |  |  |                                           |
|                           |  |  |  |  |  |  |  |                   |  |  |  |  |  |  |  |                            |  |  |  |  |  |  |  |                                           |
|                           |  |  |  |  |  |  |  |                   |  |  |  |  |  |  |  |                            |  |  |  |  |  |  |  | Ludvig IX av Hessen-Darmstadt             |
|                           |  |  |  |  |  |  |  |                   |  |  |  |  |  |  |  |                            |  |  |  |  |  |  |  |                                           |
|                           |  |  |  |  |  |  |  |                   |  |  |  |  |  |  |  | Amalia av Hessen-Darmstadt |  |  |  |  |  |  |  |                                           |
|                           |  |  |  |  |  |  |  |                   |  |  |  |  |  |  |  |                            |  |  |  |  |  |  |  |                                           |
|                           |  |  |  |  |  |  |  |                   |  |  |  |  |  |  |  |                            |  |  |  |  |  |  |  | Karolina Louise av Birkenfeld-Zweibrücken |
|                           |  |  |  |  |  |  |  |                   |  |  |  |  |  |  |  |                            |  |  |  |  |  |  |  |                                           |